# Forsteronia paludosa
Forsteronia paludosa är en oleanderväxtart som beskrevs av R. E. Woodson. Forsteronia paludosa ingår i släktet Forsteronia och familjen oleanderväxter. Inga underarter finns listade i Catalogue of Life.